# 南宋镇 (苍南县)
南宋镇是中华人民共和国浙江省温州市苍南县下辖的一个镇。
2016年1月23日，浙江省人民政府批复同意调整矾山镇管辖范围，增设南宋镇，镇政府驻北山村。

## 行政区划
南宋镇下辖以下村级行政区划单位：
北山社区、枫树山社区、南宋村、古楼山村、垟尾园村、蕉坑底村、溪光村、大埔山村、垟丰村和北山村。